# Still Love You
Singles de AAA
Sailing
(2012) 777 ~We can sing a song!~
(2012)
Still Love You est le 32e single du groupe AAA sorti sous le label Avex Trax le 16 mai 2012 au Japon. Il sort en format CD, CD+DVD Type A, CD+DVD Type B, et CD mu-mo. Il arrive 3e à l'Oricon. Il se vend à 48 284 exemplaires la première semaine et reste classé 9 semaines pour un total de 58 801 exemplaires vendus en tout durant cette période. Still Love You et I$M se trouvent sur l'album 777 ~Triple Seven~.

## Liste des titres
| 1. | Still Love You                  |  |
| 2. | I$M                             |  |
| 3. | Still Love You (Remo-con Remix) |  |
| 4. | Still Love You (Instrumental)   |  |
| 5. | I$M (Instrumental)              |  |

| 1. | Still Love You                |  |
| 2. | I$M                           |  |
| 3. | Still Love You (Instrumental) |  |
| 4. | I$M (Instrumental)            |  |

| 1. | Still Love You (Music Clip)               |  |
| 2. | Still Love You (Music Clip Making part.1) |  |
| 3. | AAA 6th Anniversary Tour MC part.3        |  |

| 1. | Still Love You (Music Clip Making part.2) |  |
| 2. | AAA 6th Anniversary Tour MC part.4        |  |

| 1. | Still Love You                                                          |  |
| 2. | I$M                                                                     |  |
| 3. | Think about AAA 6th Anniversary ~season 18~ (mu-mo édition A seulement) |  |
| 4. | Think about AAA 6th Anniversary ~season 19~ (mu-mo édition B seulement) |  |